# Georg Fleetwood (1806–1878)
Abraham Georg Fleetwood, född 16 september 1806 i Tollarp i nuvarande Kristianstads kommun i Skåne, död 27 maj 1878 i Stockholm, var en svensk friherre och överste.

## Biografi
Georg Fleetwood blev fanjunkare vid Jönköpings regemente 23 mars 1821 och fänrik där 22 november 1825. Den 19 oktober 1833 blev han löjtnant. Han utnämndes till förste löjtnant 22 augusti 1839. Den 23 februari 1842 blev han transporterad till löjtnant vid Livbeväringsregementet. Den 2 augusti samma år, 1842, blev han kapten och 2 februari 1854 utnämndes han till major och 18 december 1854 blev han Riddare av Svärdsorden (RSO).
Åren 1854-1867 tjänstgjorde Fleetwood som intendent och föreståndare för Livrustkammaren.
I mars 1853 blev han Riddare av Danska Dannebrogsorden (RDDO). Den 28 januari 1860 blev han hovjägmästare och 3 januari 1861 blev han Kommendör av Dannebrogsorden (KDDO) och samma år, den 3 september 1861, blev han överstelöjtnant i armén. Den 28 januari 1864 blev Fleetwood Riddare av Carl XIII:s orden (RCXIII:sO) och nästan tre år senare, den 28 december 1866, utnämndes han till överste i armén. Han fick avsked med tillstånd att kvarstå som överste i armén samma dag.

## Ägare av Sundbybergs gård
Georg Fleetwood ägde Sundbybergs gård i dåvarande Bromma socken, nu i Centrala Sundbyberg i Stockholms län. Från år 1836 ägde Fleetwood Sundbybergs gård, han övertog gården då han gifte sig med Carolina Wolffram, dotter till Carl Fredrik Wolffram. År 1825 hade guldslagareåldermannen Carl Fredrik Wolffram (1783-1849) köpt Sundbybergs gård. Wolffram var den förste att driva gårdens ägor med en rättare, det vill säga med en ledare för gårdens anställda. I fortsättningen blev denna praxis gällande.

## Privat samling av arkeologiska och andra äldre föremål
Georg Fleetwoods intresse för historiska föremål och vapen ledde till, att han började samla arkeologiska och andra äldre föremål i nordöstra flygeln av Sundbybergs gård. Fleetwood fick till en privat samling på cirka 500 föremål och grunden till det blivande Sundbybergs museum lades. Georg Fleetwood blev till slut överste. Då han år 1854 blev intendent för Kungliga Livrustkammaren, kom han att bo mera sällan på Sundbybergs gård.

## Familj
Georg Fleetwood var son till Carl Johan Fleetwood (1757–1834) och Eva Catharina Reenstierna (1763–1833). Han gifte sig den 19 december 1836 med Anna Carolina Wolffram. Carolina Wolffram var dotter till löjtnanten vid Stockholms borgerskap och guldslagaråldermannen i Stockholm Carl Fredrik Wolffram och Brita Ulrika Bergwall. 

## Barn
- Anna Brita Elisabet Guladis, född 26 juni 1846 i Stockholm. Hon var direktör i sällskapet Handarbetets vänner 1874–1884 och hon gjorde sig känd som författarinna. Död 11 januari 1927 i Uppsala (dh:förs. nr 13) begraven i Solna. Gift 15 mars 1884 i Engelska kyrkan i Stockholm med intendenten vid Kensingtonmuseet i London Charles Henry Derby i hans 2:a gifte, född 20 mars 1829 i London, död 31 december 1907 i Bournmouth, Hampshire, England.

- Agnes Carolina Guladis, född 13 maj 1849 på Sundbybergs gård, död 28 april 1905 i Stockholm. Hon gifte sig 28 maj 1868 i Stockholm med översten Carl Ludvig Henning Thulstrup (1836-1902) i hans 2:a gifte. Thulstrup var också militär, målare och tecknare.

Georg Fleetwood är begravd på Solna kyrkogård.